# (879) Ricarda
(879) Ricarda – planetoida z pasa głównego asteroid okrążająca Słońce w ciągu 4 lat i 11 dni w średniej odległości 2,53 au. Została odkryta 22 lipca 1917 roku w Landessternwarte Heidelberg-Königstuhl w Heidelbergu przez Maxa Wolfa. Nazwa pochodzi od Ricardy Huch, niemieckiej pisarki i poetki. Przed nadaniem nazwy planetoida nosiła oznaczenie tymczasowe (879) 1917 CJ.